# Battaglia del passo di Dukla
La battaglia del passo di Dukla, o operazione Carpato-Dukla (in tedesco Ostkarpatische Operation, in russo Восточно-Карпатская операция) fu un'aspra e sanguinosa battaglia combattuta nel corso della seconda guerra mondiale tra le forze dell'esercito tedesco (1ª Armata panzer integrata da elementi della 1ª Armata ungherese), e quelle dell'Armata Rossa (affiancato dal I Corpo d'armata cecoslovacco), nel quadro delle operazioni del fronte orientale.
Essa ebbe luogo al passo di Dukla, nei Carpazi, al confine nord-orientale tra Slovacchia e Polonia, iniziando ufficialmente l'8 settembre 1944 e concludendosi il 28 ottobre dello stesso anno, con un momentaneo nulla di fatto per le forze sovietiche e cecoslovacche.
Le forze d'offensiva sovietiche, costituite da circa 120 000-150 000 uomini, guidate dal maresciallo sovietico Ivan Konev, comandante del 1° Fronte ucraino, e dai marescialli Kirill Moskalenko e Andrej Grečko, erano affiancate dal I Corpo d'armata cecoslovacco comandato dal generale Ludvík Svoboda, quest'ultimo formato da circa 16 000 uomini dotati di 1 517 pezzi di artiglieria, 1 724 mortai e 1 000 carri armati. Le forze di difesa tedesche e ungheresi, alla guida del generale tedesco Gotthard Heinrici, del generale ungherese Géza Lakatos e del Feldmaresciallo-luogotenente ungherese Dezső László, erano costituite da circa 100 000 soldati, 2 000 pezzi di artiglieria e 350 carri armati.
Scopo principale dell'offensiva sovietica era di penetrare in Slovacchia (dove il 29 agosto 1944 aveva avuto inizio l'insurrezione nazionale slovacca), ma l'assalto fallì: l'Armata Rossa e gli alleati cecoslovacchi non riuscirono a conquistare il Passo di Dukla nonostante gli intensi combattimenti, e ciò sia per l'inattesa resistenza dei tedeschi (che nel frattempo avevano provveduto a fortificare la zona nominandola "Karpatenfestung" o "Linea Árpád"), sia per i disaccordi politico-militari tra Edvard Beneš, i partigiani sovietici e le varie fazioni slovacche. La battaglia portò tuttavia le forze sovietiche ad occupare la Rutenia subcarpatica (precedentemente regione autonoma ed oggi parte dell'Ucraina come oblast' della Transcarpazia), permettendo la definitiva liberazione dell'Ucraina nei confini occidentali attualmente riconosciuti.
La battaglia è annoverabile tra quelle più sanguinose di tutto il fronte orientale e della storia slovacca; non potendo sfondare le linee tedesche per l'intensa resistenza da esse opposta, le forze sovietiche tentarono l'aggiramento spostando la linea di attacco a sud e a ovest del passo, dove si verificò uno scontro tra mezzi corazzati che, seppur su scala ridotta, per intensità ebbe a ricordare quello della battaglia nel saliente di Kursk.
Nel corso della battaglia del passo di Dukla, il numero di vittime complessive è stato stimato essere di 138 000 uomini. Per l'enorme numero di perdite verificatesi nella valle vicino ai villaggi di Kapišová, Chyrowa, Iwla e Głojsce essa è anche nota come la "valle della morte".